# Siúil A Rúin
"Siúil A Rúin" é uma canção tradicional irlandesa.
Foi gravada, entre outros, por Anúna, Aoife Ní Fhearraigh e pelo grupo Celtic Woman, com a solista e harpista Órla Fallon, bem como pela solista do grupo, Lisa Kelly, no CD LISA.